# Catarino Leos
Catarino Leos Rodríguez (Tula, 25 de noviembre de 1935-San Nicolás de los Garza, 1 de noviembre de 2024),conocido como El Rancherito Mayor, fue un músico mexicano, destacado compositor de música regional mexicana.

## Biografía
Nació el 25 de noviembre de 1935 en Tula, Tamaulipas, fruto de la relación entre Natalia Rodríguez Cruz y Ricardo Leos Juárez, siendo el séptimo de once hermanos. Se crio en Topo Chico, Monterrey, donde desde niño desempeñó actividades laborales junto a su padre y más tarde llegó a emplearse en una empresa del lugar.

## Carrera artística
Su precoz interés por la música lo llevó a aprender a tocar guitarra y acordeón siendo niño. A los 17 años, junto a Juan Montoya, cantante de música norteña, se presentó a un concurso radiofónico, obteniendo el primer puesto entre los aficionados, evento que provocó su deseo de incursionar en la música de manera profesional. Fue así que en 1954 se sumó como cantante de Los Gorriones del Topo Chico, agrupación fundada por Montoya y en la que permaneció por un período de dos años.
Tiempo después, el trío conformado por Leos y quienes eran sus primos Ramiro y Aurelio Pérez, comenzaron a ofrecer sus espectáculos en Monterrey, momento en que conocieron a Tomás Ortiz, músico integrante de Los Alegres de Terán, quien al escucharlos les ofreció grabar un disco simple. Luego de esta primera creación, Ortiz se encargó de la producción de dos discos más.
Fue entonces cuando en 1956 surgieron Los Rancheritos del Topo Chico, en principio conformado por los tres integrantes de origen. Ese mismo año, Leos compuso el bolero Amorcito de mi vida, dando comienzo así a su carrera como compositor. 
Con el tiempo fue sumando más éxitos, tales como Ando buscando una morena, Aviéntame, Chiquilla cariñosa, Cuando uno es viejo, La misma espina, La peinadita, Maldito licor, Sólo borracho, Sueño bonito, y otros tantos que fueron interpretados por figuras como Antonio Aguilar, Valentín Elizalde, Cardenales de Nuevo León, Carlos y José, Chelo Silva, Intocable, Grupo La Leyenda, La Sonora Santanera, La Sonora Siguaray, Los Bravos del Norte de Ramón Ayala, Paquita la del Barrio, entre otros.
Más de setecientas canciones que incluyen distintos géneros integran su amplio repertorio de gran impacto a nivel mundial, llegando su música a casi toda América Latina como también Japón y distintos países de Europa.
Sumada a su faceta de compositor, Leos se ha destacado también como director y cantante del grupo, realizando giras por México y Estados Unidos. Junto al mismo, participó también en películas como La venganza de María; El criminal; Entre hierba, polvo y plomo; Pistoleros famosos, y Adiós a mis amores.

## Muerte
El 1 de noviembre de 2024, a los 88 años, falleció víctima de un infarto tras haber estado internado en un hospital del municipio de San Nicolás de los Garza, en el estado de Nuevo León.

## Distinciones
Durante su extensa trayectoria se ha hecho merecedor de distintos premios, entre los que se destacan dos discos de oro, Palmas de Oro del Círculo Nacional de Periodistas de México, dos Zarapes de Oro por la Kansas City Online Radio (San Antonio, Texas), a los cuales se les suman Trayectoria 25 y Más… y 50 Años, reconocimientos otorgados por la Sociedad de Autores y Compositores de México en 2012 y 2023 respectivamente.
En otro aspecto, Vida y obra de Catarino Leos Rodríguez, libro que editó la Universidad Autónoma de Nuevo León, cuenta la trayectoria del músico.